# Tetraka capgrís
El tetraka capgrís (Xanthomixis cinereiceps) és una espècie d'ocell de la família dels bernièrids (Bernièrids).

## Hàbitat i distribució
Viu al sotabosc de la selva pluvial als turons de l'est de Madagascar.